# 桂平駅
桂平駅は、中華人民共和国 広西チワン族自治区 貴港市 桂平市 西山鎮 にあり、南広線の高速鉄道の駅で、2014年4月18日に開業し、南寧鉄路局の管轄である。

## 駅周辺
- 蒼碩高速道路
- 桂平市西山鎮の馬山育種専門協同組合

## 歴史
- 2014年4月18日に開業した。

## 隣の駅
中国国鉄
南広線
貴港駅　-　桂平駅　-　平南南駅

## 参考資料
1. ↑  “南宁局集团公司客运站数据(车站)”.  中国铁路客户服务中心. 2018年7月4日閲覧。
2. ↑  桂平火车站介绍